# Андре Вейл
Андре Вейл (на френски: André Weil) е френски учен, един от най-значимите математици на 20 век.
Той е сред 5-та основатели и неформални лидери на известната математическа група, която издава трудове под колективния псевдоним „Никола Бурбаки“.
През 1928 г. завършва Екол нормал, работи в Индия, Франция, Бразилия, САЩ. Основното направление на работите му е в областта на теорията на непрекъснатите групи и абстрактната алгебрична геометрия, където въвежда понятието абстрактно алгебрично многообразие. Разработва общата концепция за равномерните пространства и алгебрико-геометрични подходи за решението на задачи от областта на теория на числата.
От 1958 г. е професор в Института за перспективни изследвания (Institute of Advanced Studies) в Принстън, САЩ. През 1980 г. печели наградата на Американското математическо общество, както и приза Wolf заедно със съветския математик Андрей Колмогоров.
Андре Вейл е брат на френската писателка и философ Симон Вейл.